# Robbie Slater
Robert Slater (Ormskirk, 22 novembre 1964) è un ex calciatore inglese naturalizzato australiano, di ruolo centrocampista.

## Carriera

### Club
Slater, centrocampista, si è trasferito in Australia in giovane età ed è diventato un calciatore: ha debuttato nei St George Saints, nella National Soccer League, nel 1982, con cui ha vinto il campionato nel 1983. Nella stagione seguente, la squadra ha trattato il suo trasferimento al Nottingham Forest, ma non è riuscita a trovare un accordo soddisfacente, perciò il calciatore è rimasto ai Saints. Nel 1987, è passato al Sydney Croatia. Successivamente a questa esperienza, si è trasferito all'Anderlecht.
In Belgio, non ha trovato molto spazio e, il campionato successivo, è passato ai francesi del Lens, nella Ligue 2. Durante la sua permanenza con i giallorossi, la squadra ha raggiunto la promozione in Ligue 1. È stato vittima, però, anche di un grave fatto di cronaca: alcuni tifosi del Paris Saint-Germain lo hanno attaccato con una mazza da baseball ed ha rischiato di perdere la vita. Una nota positiva, però, è stato l'incontro con la futura moglie, Natalie.
È passato, nell'estate 1994, al Blackburn Rovers: è diventato, poi, il primo calciatore australiano a vincere il campionato, nel 1994-1995. Durante la sua parentesi inglese, ha vestito le maglie di West Ham United, Southampton e Wolverhampton Wanderers.
Nel 1998, è tornato in Australia, per chiudere la carriera con la maglia del Northern Spirit.

### Nazionale
Ha collezionato quarantaquattro presenze con l'Australia, la cui partita più memorabile è stata probabilmente quella contro l'Argentina, nello spareggio valido per l'accesso al campionato del mondo 1994. La partita è terminata 1 a 1, ma la prestazione di Slater ha catturato l'attenzione degli addetti ai lavori, che lo hanno soprannominato The Red one.
La sua ultima partita in Nazionale è stata quella contro l'Arabia Saudita, nel 1997. Fa parte della Hall of Fame del calcio australiano.

## Palmarès

### Club
- Campionato inglese: 1

Blackburn: 1994–1995

### Individuale
- Calciatore dell'Oceania dell'anno: 2

1991, 1993